# Jüdischer Friedhof (Salzgitter)

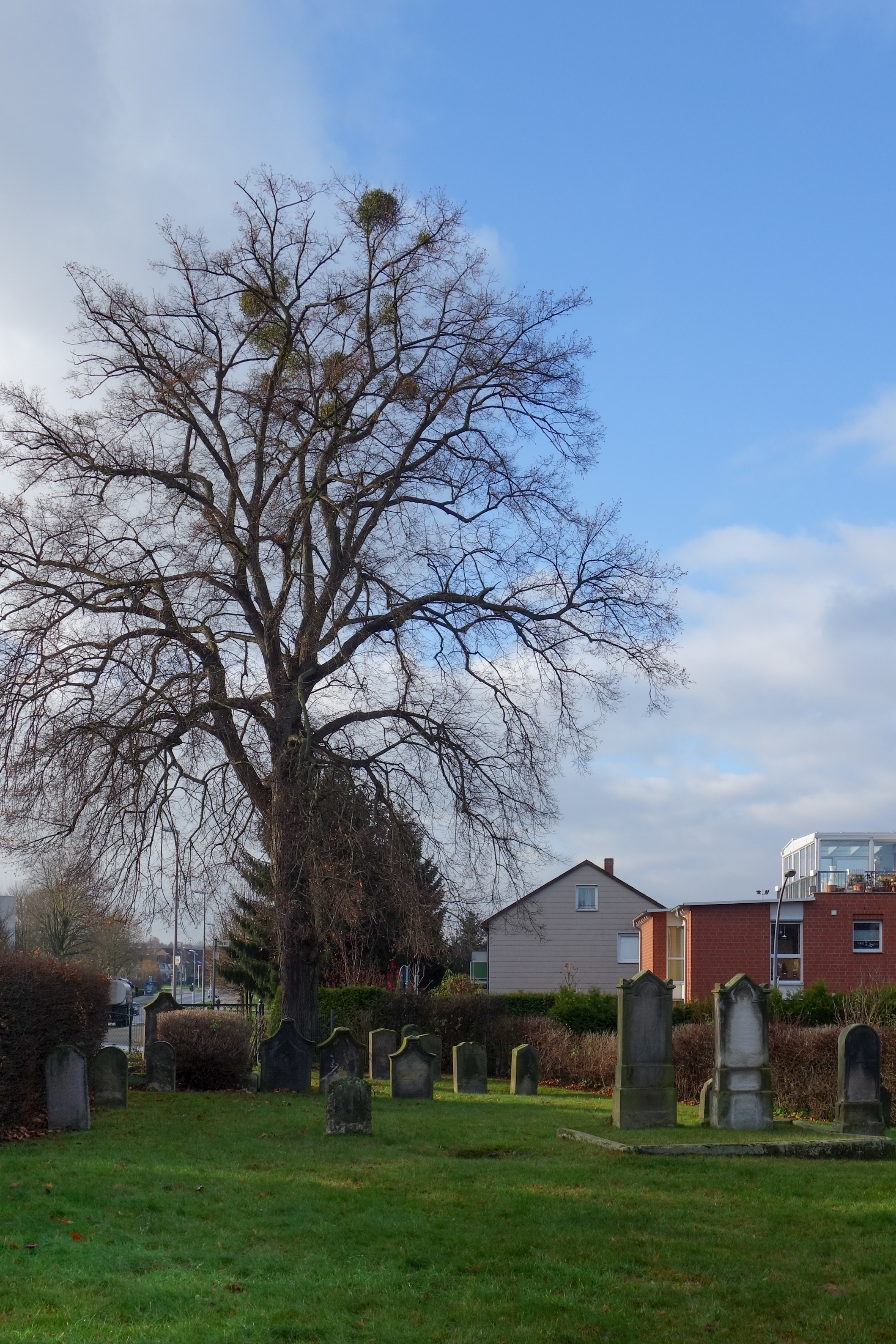
Alter Jüdischer Friedhof in Salzgitter-Bad (2015)

Der historische Jüdische Friedhof in Salzgitter-Bad ist der einzige jüdische Friedhof auf dem Gebiet des heutigen Salzgitter. Der Friedhof wurde 1826 angelegt und bis 1921 belegt.

## Geschichte der Gemeinde
Aus der Napoleonischen Zeit sind erste Nachweise über die jüdische Bevölkerung in der damaligen Gemeinde Salzgitter (heute Salzgitter-Bad) bekannt, um 1810 lebten dort etwa 12 Juden, die als Händler, Lotterieeinnehmer und später auch als Kaufleute tätig waren. Die Gemeinde feierte ihre Gottesdienste in den Privaträumen des Handelsmannes Levi Bonnheim, nach 1837 konnte hierfür ein eigenes Tempelhaus in der heutigen Gutenbergstraße genutzt werden. Um 1880 lebten noch etwa 18 Juden in Salzgitter, bis 1925 ging deren Zahl auf fünf zurück und 1937 erlosch die jüdische Gemeinde nach dem Weggang der letzten Juden.

## Kauf und Lage des Friedhofs
Im Jahr 1825 beantragte die Gemeinde die Überlassung eines Begräbnisplatzes, der traditionsgemäß außerhalb der Stadtmauern liegen müsse. Wo die jüdische Gemeinde ihre Toten vorher bestattet hatte, ist nicht überliefert. Die Stadt bot ein der Gemeinde Salzgitter gehörendes Grundstück an, das von den Juden angenommen wurde. Das Grundstück lag an der Einmündung der heutigen „Tillystraße“ in die Straße „Hinter dem Salze“. Der Preis betrug 30 Taler sowie eine Erbpacht von 2 Talern über 99 Jahre. Am 24. Mai 1826 genehmigte das zuständige Amt Liebenburg den Verkauf dieses Grundstücks.

## Beschreibung des Friedhofes
Das heute 687 Quadratmeter große Grundstück hat in etwa die Form eines rechtwinkligen Dreiecks. Es ist größtenteils von einer Hecke umgeben, einzig im Bereich des Eingangs wird diese durch einen kurzen Zaun unterbrochen. Der Eingang lag früher in der Mitte an der Südseite des Geländes, heute befindet dieser sich an der westlichen Ecke neben einer alten Linde.

Grabstein Nr. 6
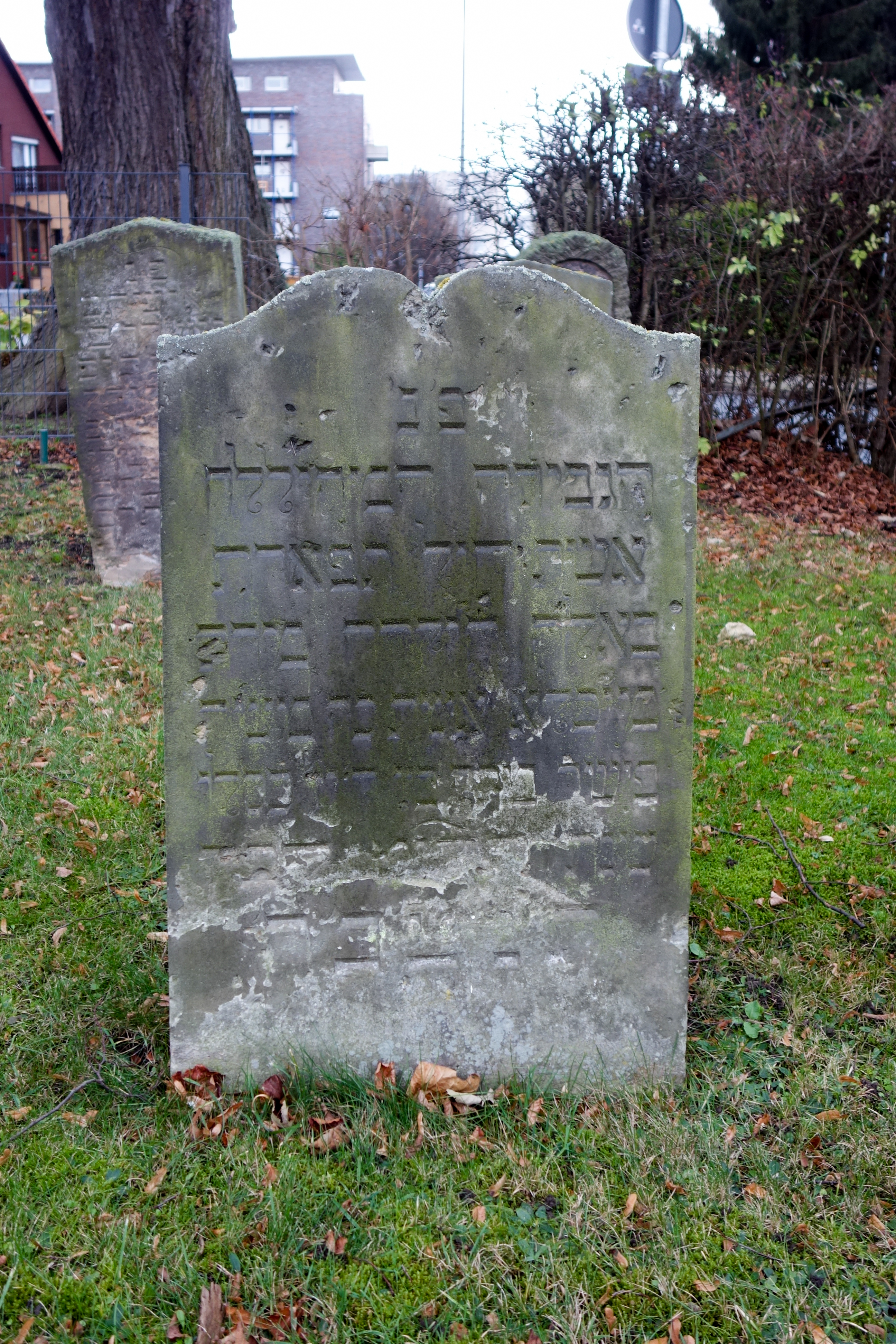
Vorderseite mit hebräischer Inschrift
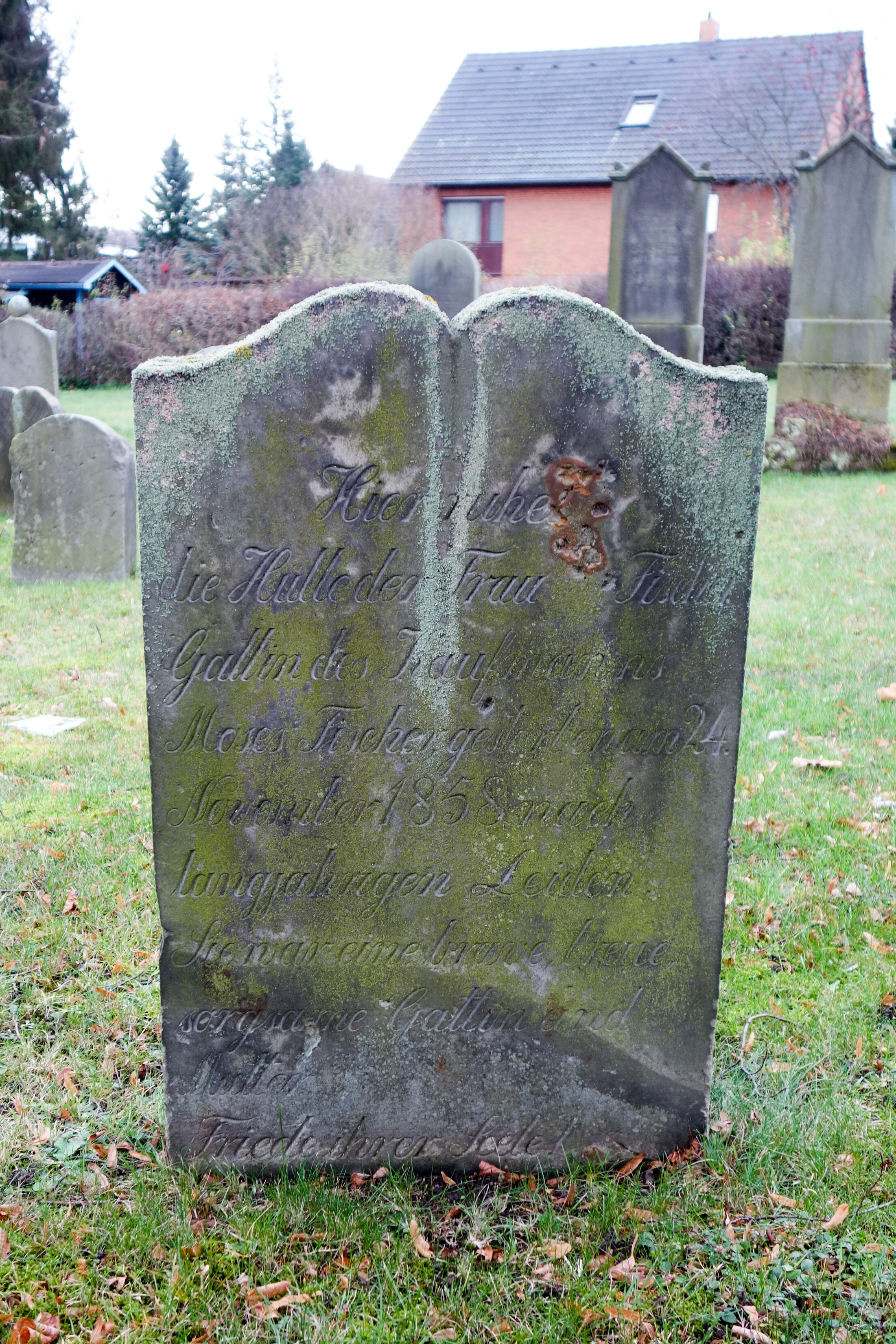
Rückseite mit deutscher Inschrift

Auf dem Friedhof stehen heute noch 23 Grabsteine. Der älteste ist mit 1849 datiert, der jüngste ist von 1921. Ob es vor 1849 schon Bestattungen gab, ist nicht überliefert. Die Gräber sind traditionsgemäß in Ost-West-Richtung angelegt, der Tote wurde mit den Füßen nach Osten bestattet. Die Inschriften sind bei etwa der Hälfte der Grabsteine noch gut erhalten. Bei sieben Steinen ist die Inschrift zweisprachig abgefasst, mit einem deutschen Text auf der Westseite und einer hebräischen Inschrift auf der Ostseite. Drei Steine tragen nur einen hebräischen Text. Bei zweien fehlt die Beschriftung oder diese wurde entfernt, die übrigen Steine tragen nur eine deutsche Inschrift.
Das Gelände blieb während der Zeit des Nationalsozialismus von Zerstörungen verschont. Bis 1981 wurde der Friedhof von der Stadt Salzgitter gepflegt, seitdem nimmt der Landesverband der Jüdischen Gemeinden von Niedersachsen diese Aufgabe wahr.